# Zamek Bürresheim
 Zamek Bürresheim (niem.  Schloss Bürresheim) – zamek położony na północ od miejscowości Mayen (Niemcy) (Nadrenia-Palatynat).
W dokumencie z Trewiru (1157) Mettfried i Everhard von Burgenseem wymienieni są jako panowie Bürresheim. W 1473 rodzina von Schöneck sprzedała swoją połowę zamku Gerlachowi III von Breitbach (1420-1473). W 1477 jego syn Johann, mąż  Loretty von Schöneck objąć w posiadanie również drugą część obiektu od panów Bell. W 1659 zamek stał się wyłączną własnością rodziny von Breitbach-Bürresheim. W latach 1658-1661 Anna Magdalena von Metzenhausen (zm. 1673), wdowa po Wolfgangu Heinrichu von Breitbach, zleciła wybudowanie południowego skrzydła. Synem Anny Magdaleny był Georg Reinhard von Breitbach-Bürresheim.
W kościele St. Martin w Lorch znajduje się epitafium  wykonane z czerwonawego piaskowca o wymiarach 2,35 m x 1,24 m Johanna von Breidbacha i jego żony Loretty von Schöneck. Po lewej stronie, górny herb ojca Johanna – Gerlacha von Breidbacha, dolny jego matki – Mase Sooneck (Saneck) von Waldeck. Po prawej, górny herb ojca Loretty – Kuna von Schönecka, dolny jej matki – Elisabeth von Eynenburg.

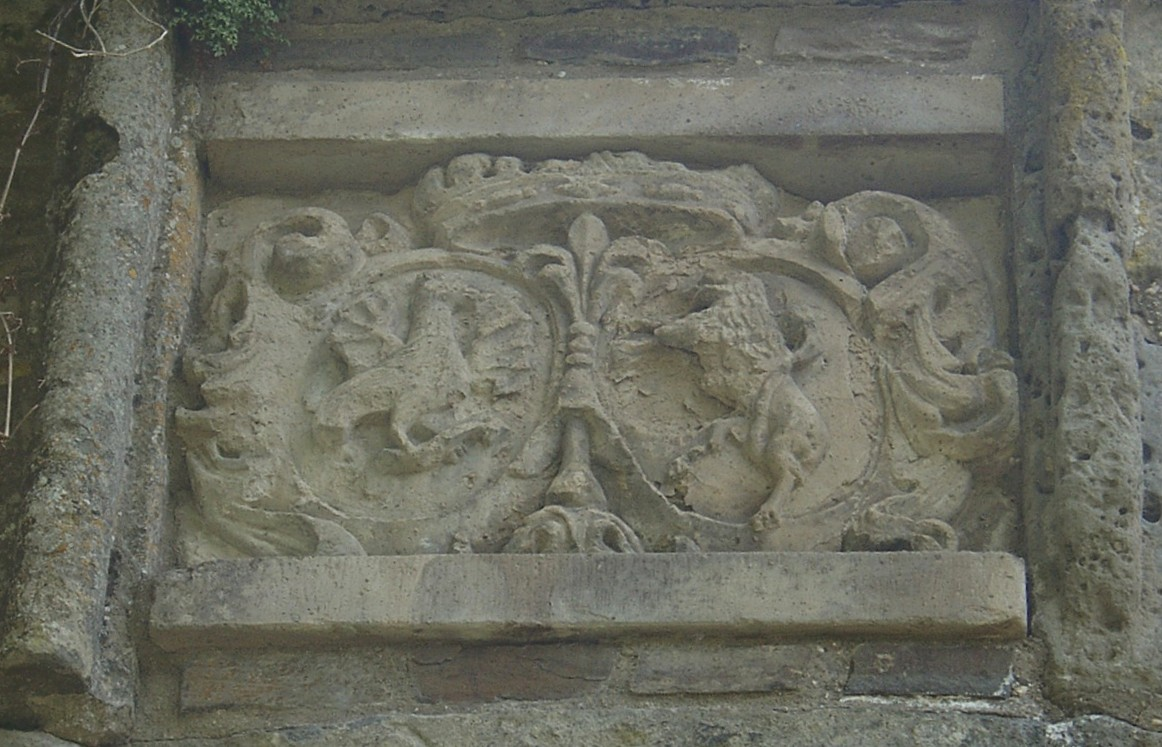
Herb v. Breidbach (L)
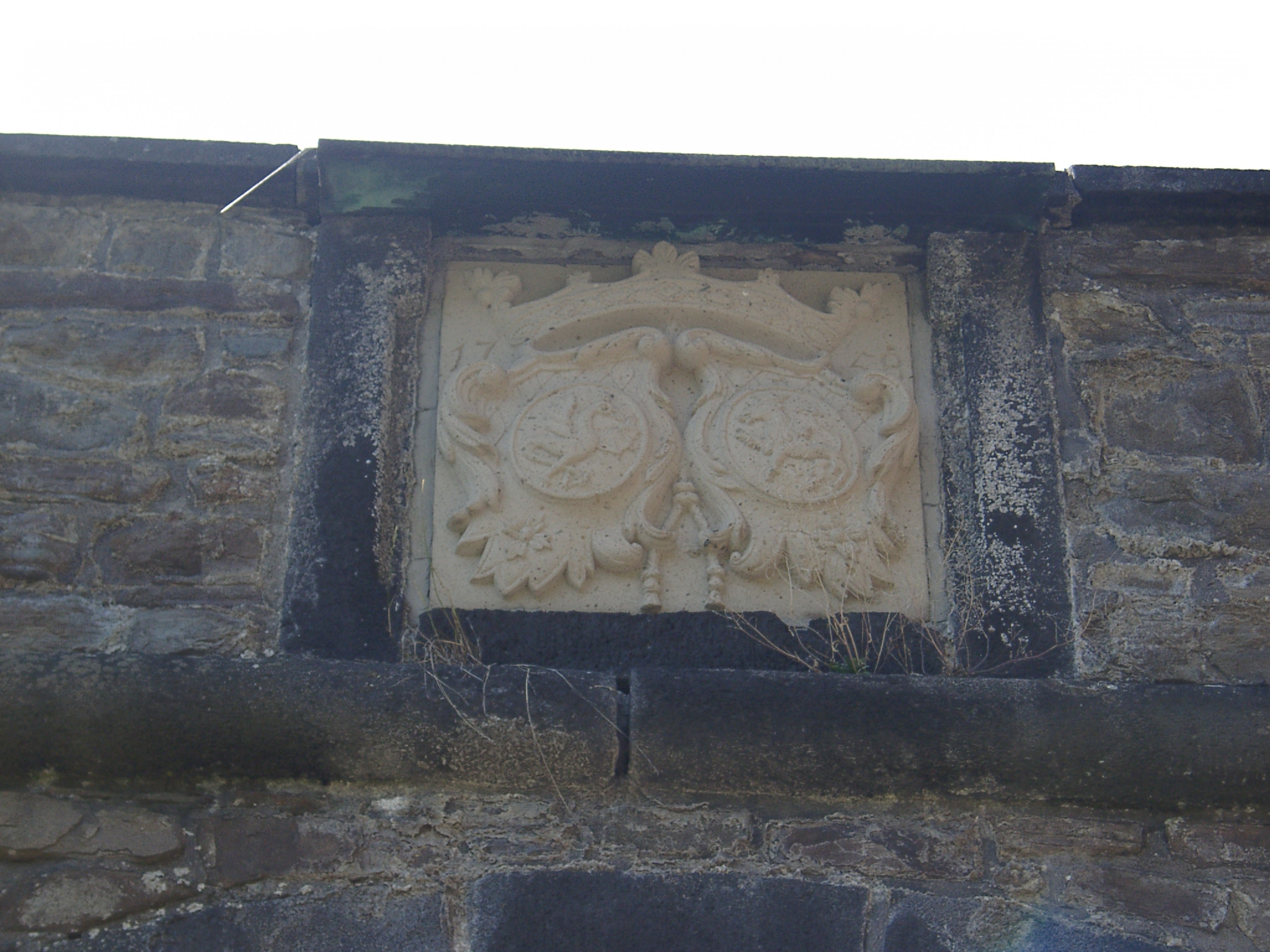
Herb v. Breidbach (L)
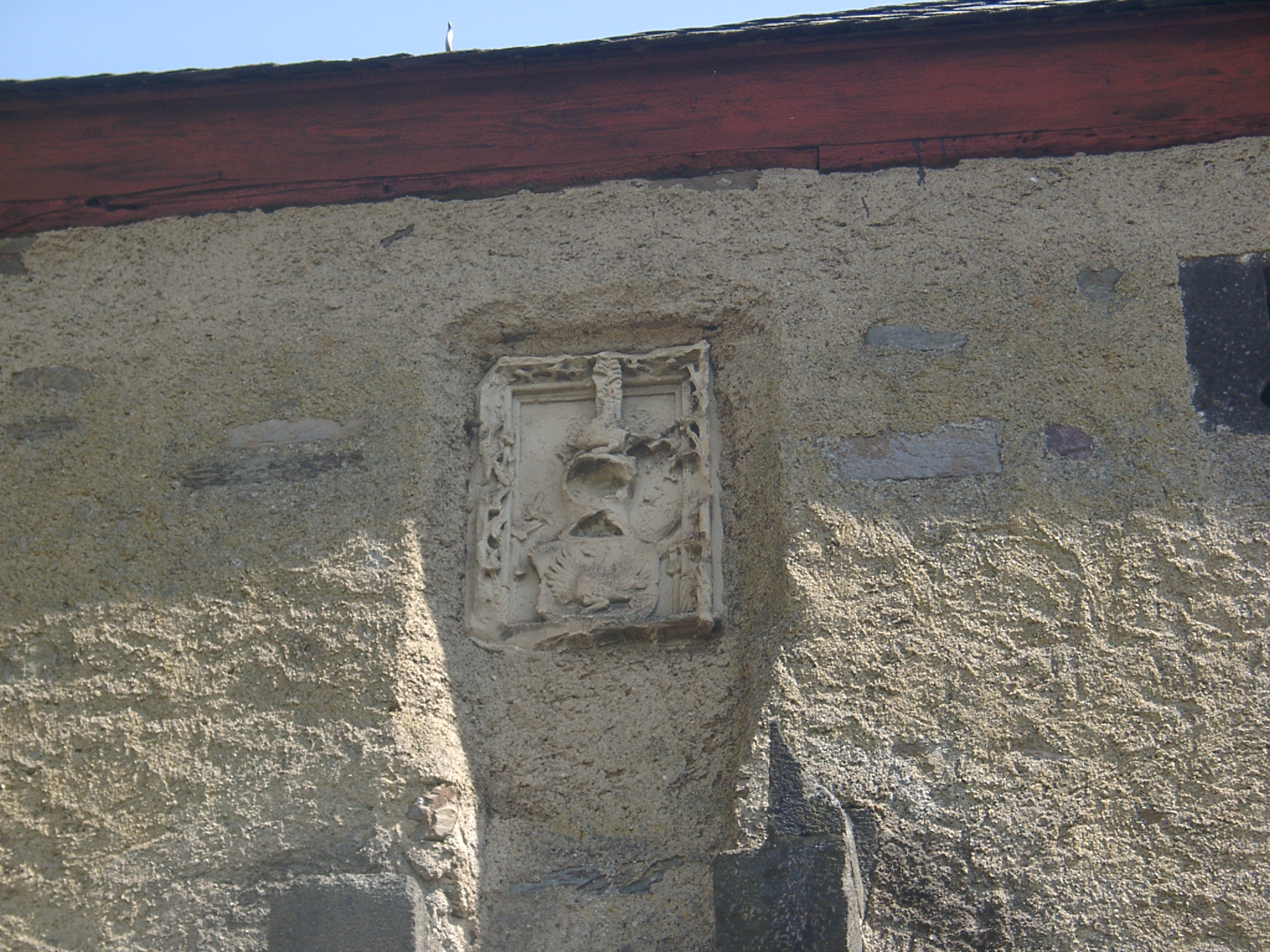
Herb v. Breidbach (L)
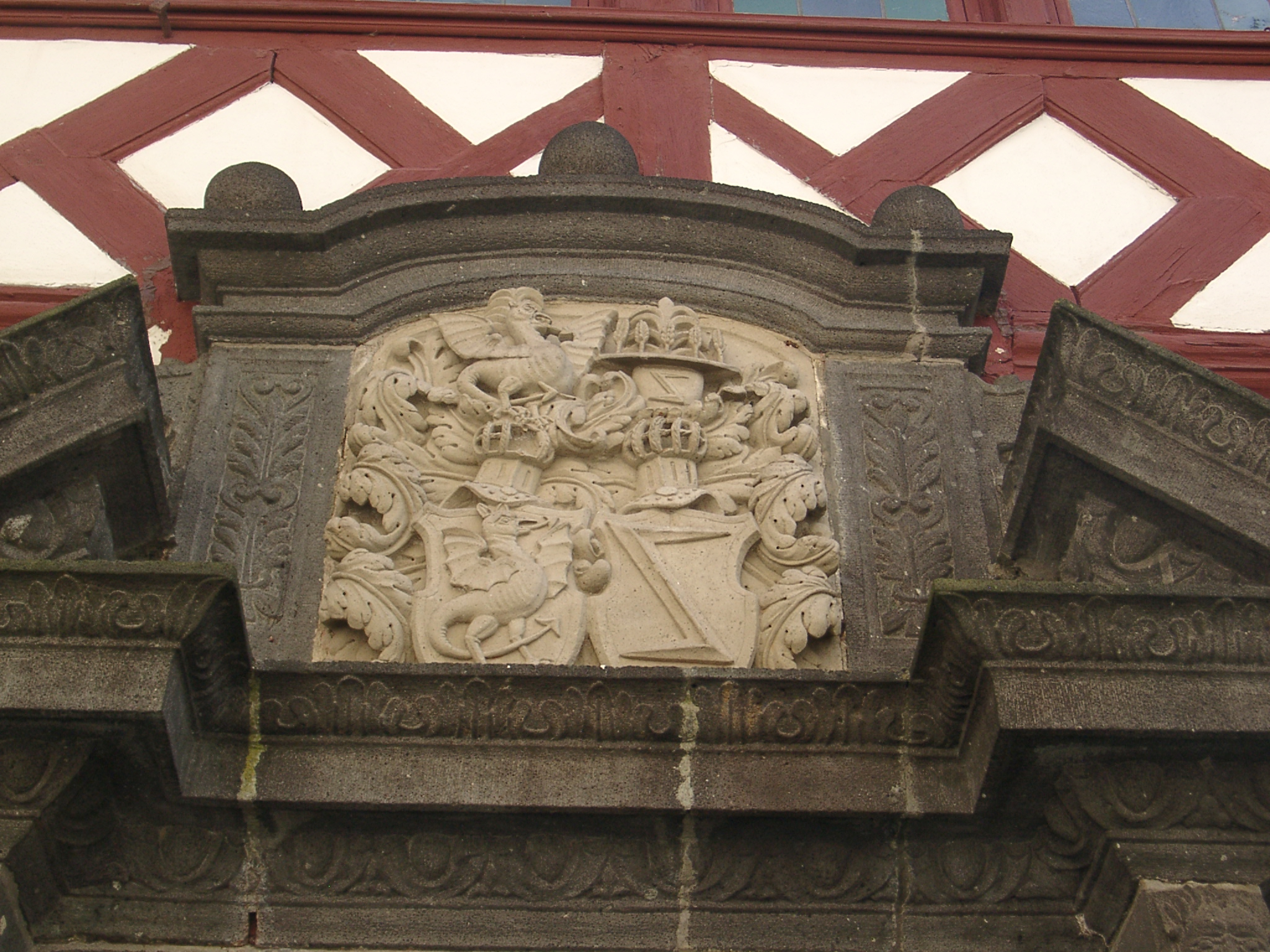
Herby von Breidbach i von Metzenhausen
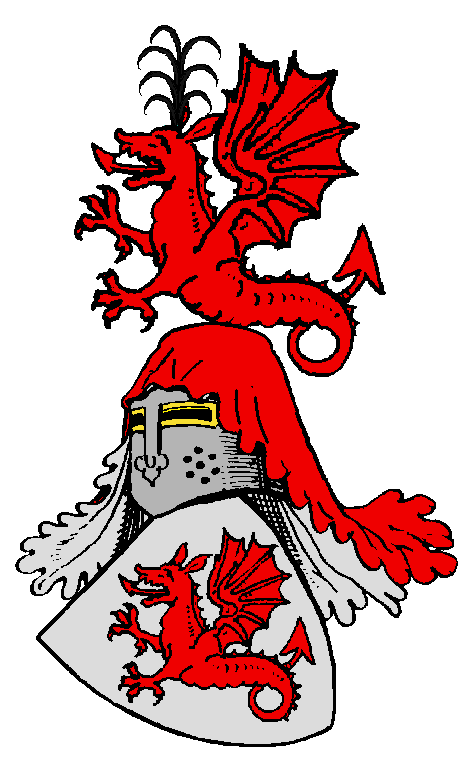
Herb  Wolfganga von Breidbacha
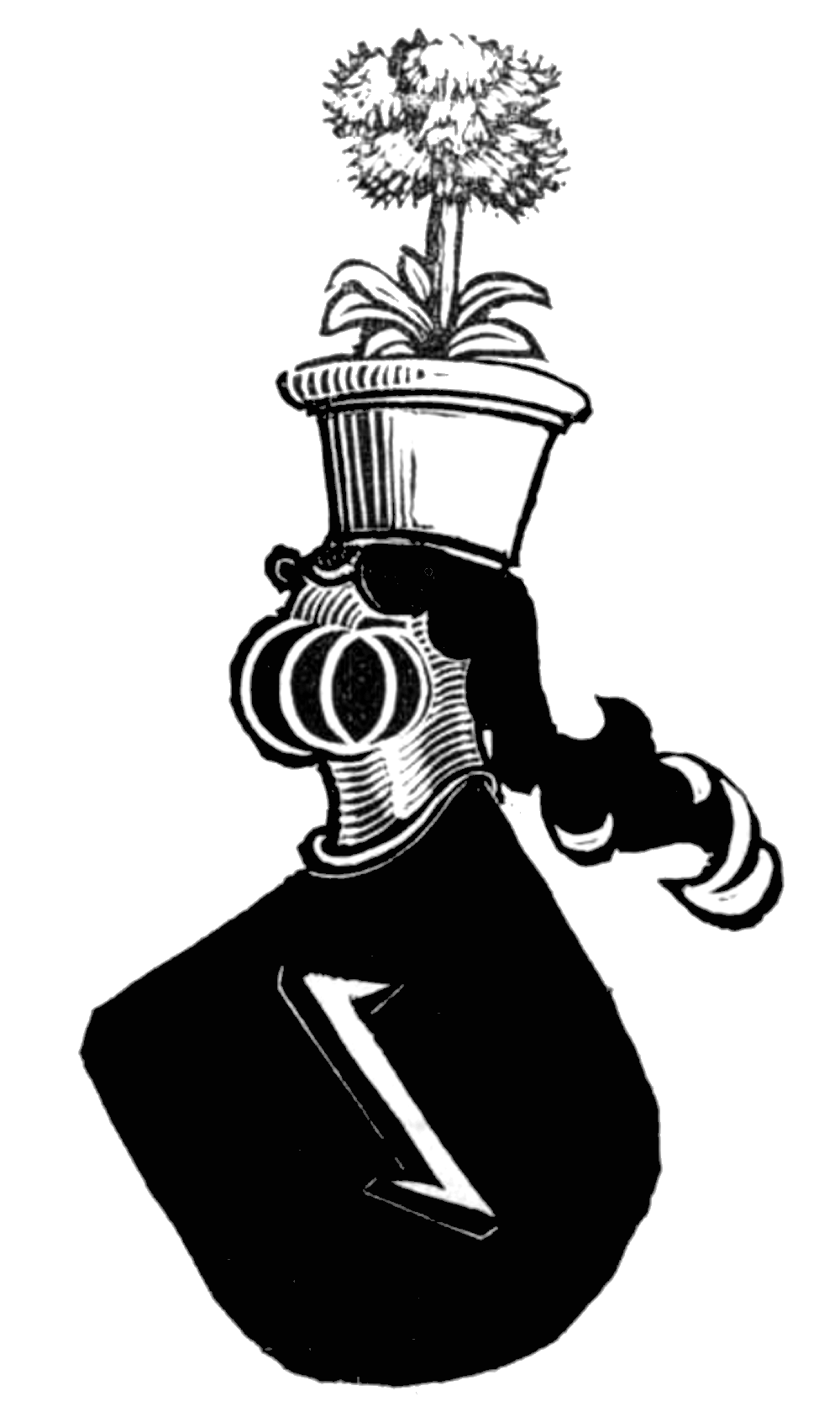
Herb  Anny von Metzenhausen
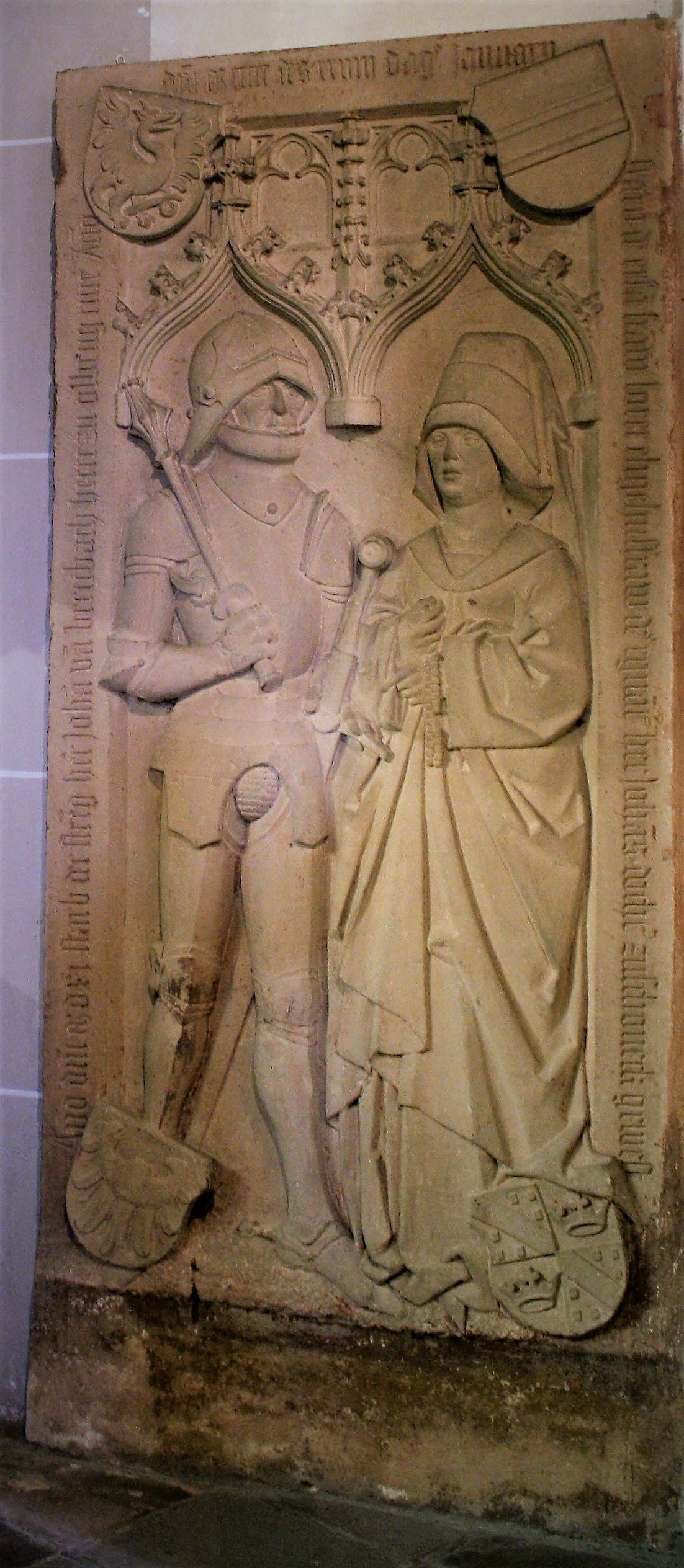
Płyta J. von Breidbach i L. Schöneck